# SARM Division No. 5
Die SARM Division No. 5 ist eine Division in der kanadischen Provinz Saskatchewan. Sie ist Teil der Saskatchewan Association of Rural Municipalities (SARM) und liegt im zentralen Norden der Provinz. In der Division gibt es insgesamt 57 Rural Municipalities; verwaltet wird sie von Judy Harwood.
Die Landschaft befindet sich ebenso wie die der Division 4 in der Übergangszone von Prärie zum Aspen Parkland. Die Vegetation ist geprägt aus trockenem Grasland und Waldsteppe. Bedeutende Wirtschaftszweige sind die Forstwirtschaft, Agrarkultur sowie das Verarbeitende Gewerbe und der Bergbau.

## Rural Municipalities
- RM Last Mountain Valley No. 250
- RM Big Arm No. 251
- RM Arm River No. 252
- RM Willner No. 253
- RM Loreburn No. 254
- RM Mount Hope No. 279
- RM Wreford No. 280
- RM Wood Creek No. 281
- RM McCraney No. 282
- RM Rosedale No. 283
- RM Rudy No. 284
- RM Fertile Valley No. 285
- RM Milden No. 286
- RM Prairie Rose No. 309
- RM Usborne No. 310
- RM Morris No. 312
- RM Lot River No. 313
- RM Dundurn No. 314
- RM Montrose No. 315
- RM Harris No. 316
- RM Leroy No. 339
- RM Wolverine No. 340
- RM Viscount No. 341
- RM Colonsay No. 342
- RM Blucher No. 343
- RM Corman Park No. 344
- RM Vanscoy No. 345
- RM Perdue No. 346
- RM St. Peter No. 369
- RM Humboldt No. 370
- RM Bayne No. 371
- RM Grant No. 372
- RM Aberdeen No. 373
- RM Eagle Creek No. 376
- RM Lake Lenore No. 399
- RM Three Lakes No. 400
- RM Hoodoo No. 401
- RM Fish Creek No. 402
- RM Rosthern No. 403
- RM Laird No. 404
- RM Flett’s Spring No. 429
- RM Invergordon No. 430
- RM St. Louis No. 431
- RM Blaine Lake No. 434
- RM Redberry No. 435
- RM Kinistino No. 459
- RM Birch Hills No. 460
- RM Prince Albert No. 461
- RM Duck Lake No. 463
- RM Leask No. 464
- RM Garden River No. 490
- RM Buckland No. 491
- RM Shellbrock No. 493
- RM Canwood No. 494
- RM Paddockwood No. 520
- RM Lakeland No. 521
- RM Big River No. 555